# Серафіно Ваннутеллі
Серафіно Ваннутеллі (італ. Serafino Vannutelli; 26 листопада 1834, Дженаццано, Папська область — 19 серпня 1915, Рим, Італійське королівство) — італійський куріальний кардинал. Брат кардинала Вінченцо Ваннутеллі. Титулярний архієпископ Нікеї з 25 червня 1869 року по 14 березня 1887 року. Апостольський делегат в Еквадорі, Перу та Новій Гранаді (Колумбії), Венесуелі, Сальвадорі, Гватемалі, Коста-Ріці, Гондурасі та Нікарагуа з 23 липня 1869 по 10 вересня 1875 року. Апостольський нунцій у Бельгії з 10 вересня 1875 по 3 грудня 1880. Апостольський нунцій в Австро-Угорщині з 3 грудня 1880 по 14 березня 1887. Префект Священної Конгрегації індульгенцій та священних реліквій з 13 лютого 1888 року по 14 березня 1889 року. Секретар Папських меморандумів з 14 березня 1889 року по 28 січня 1892 року. Камерленго Священної Колегії Кардиналів з 1 червня 1891 року по 11 липня 1892 року. Секретар Апостольських колод з 28 січня 1892 року по 16 січня 1893 року. 1896 Пропрефект Священної Конгрегації у справах єпископів і чернечих з 1 жовтня 1896 по 20 листопада 1899. Великий пенітенціарій з 20 листопада 1899 по 19 серпня 1915. Віце-декан Священної колегії кардиналів з 22 червня 1903 по 7 грудня 1913 року. по 6 грудня 1915 року. Префект Священної Конгрегації Церемоніалу з 25 травня 1914 року по 6 грудня 1915 року. Кардинал-священик з 14 березня 1887 року, з титулом церкви Санта-Сабіна з 26 травня 1887 року по 11 лютого 18 лютого -Джироламо-деї-Кроаті з 11 лютого 1889 по 12 червня 1893 року. Кардинал-єпископ Фраскаті з 12 червня 1893 року по 22 червня 1903 року. Кардинал-єпископ Порто і Санта Руфіна з 22 червня 1903 року по 25 травня 1914 року. З 25 травня 1914 року — кардинал-єпископ Остії.